# Duttaphrynus dhufarensis
Espèce
Synonymes
- Bufo dhufarensis Parker, 1931

Statut de conservation UICN

 LC  : Préoccupation mineure
Duttaphrynus dhufarensis est une espèce d'amphibiens de la famille des Bufonidae.

## Répartition
Cette espèce se rencontre jusqu'à 2 200 m d'altitude dans la péninsule Arabique, :
- dans les régions côtières d'Oman,
- dans les régions côtières de l'Ouest de l'Arabie saoudite y compris les îles Farasan, ainsi qu'une population isolée au centre,
- dans les régions côtières de l'Est des Émirats arabes unis,
- dans les régions côtières du Yémen.

## Étymologie
Son nom d'espèce, composé de dhufar et du suffixe latin -ensis, « qui vit dans, qui habite », lui a été donné en référence au lieu de sa découverte, le Dhofar, la région la plus méridionale du Sultanat d'Oman

## Publication originale
- Parker, 1931 : Some Reptiles and Amphibians from SE. Arabia. Annals and Magazine of Natural History, ser. 10, vol. 8, no 47, p. 514-522.